# Trichacis
Trichacis är ett släkte av steklar som beskrevs av Förster 1856. Trichacis ingår i familjen gallmyggesteklar.

## Dottertaxa tillTrichacis, i alfabetisk ordning[1][2]
- Trichacis abdominalis
- Trichacis afurcata
- Trichacis alticola
- Trichacis arizonensis
- Trichacis bidentiscutum
- Trichacis bison
- Trichacis celticola
- Trichacis cornicola
- Trichacis cornuta
- Trichacis crossi
- Trichacis denudata
- Trichacis didas
- Trichacis dracula
- Trichacis elongata
- Trichacis fusciala
- Trichacis hajduica
- Trichacis howensis
- Trichacis huberi
- Trichacis hungarica
- Trichacis illusor
- Trichacis indica
- Trichacis khajjiara
- Trichacis laticornis
- Trichacis mandibulata
- Trichacis meridionalis
- Trichacis nosferatus
- Trichacis opaca
- Trichacis pannonica
- Trichacis pisis
- Trichacis pulchricornis
- Trichacis pyramidalis
- Trichacis quadriclava
- Trichacis remulus
- Trichacis rufipes
- Trichacis striata
- Trichacis tatika
- Trichacis texana
- Trichacis tristis
- Trichacis virginiensis
- Trichacis vitreus